# B36-7型柴油机车
B36-7型柴油机车是美国通用电气公司在1977年推出的一款电力传动柴油机车，属于通用电气Dash 7系列柴油机车产品系列之一，主要竞争对象是易安迪公司的GP50型柴油机车。
1977年，通用电气公司向市场推出新一代的Dash 7系列柴油机车，取代了自1950年代开始销售的通用系列柴油机车。该系列的改进重点是提高机车的牵引性能及燃油经济性，产品目录中的九种基本车型的功率等级涵盖1800马力到3600马力，B36-7型柴油机车即为其中之一。B36-7型柴油机车的名称代表着这是一款功率等级为3600马力、机车轴式为Bo-Bo的Dash 7系列车型，该型机车是C36-7型柴油机车的四轴版本，并作为取代U36B型柴油机车的换代车型。1980年11月至1985年9月，通用电气公司共制造了222台B36-7型柴油机车。美国本土的主要用户包括海岸系统铁路、聯合鐵路、南太平洋铁路、圣塔菲铁路、南方铁路等。此外，B36-7型柴油机车还被出口至哥伦比亚的塞雷洪煤矿。同级后继产品为B39-8型柴油机车。
B36-7型柴油机车是3600马力的干线货运用四轴柴油机车，采用单司机室、底架承载结构、双侧外走廊的罩式车体，车钩中心线间距为62英尺2英寸（18,948毫米），车体宽度为10英尺3¼英寸（3,130毫米），车体高度为14英尺9¼英寸（4,502毫米）。机车车体从前端到后端依次分别为司机室、电气控制室、动力室和冷却室。机车走行部标准配置为两台FB-2型二轴浮动摇枕转向架，采用导框式轴箱定位、大直径心盘牵引装置、两系弹簧悬挂装置（一系为轴箱螺旋圆弹簧，二系为橡胶堆旁承）和单侧闸瓦制动装置。机车装用一台16气缸、四冲程、V型结构、直接喷射、废气涡轮增压的通用电气7FDL-16型柴油机。传动系统采用交—直流电传动，柴油机直接驱动一台三相交流同步牵引发电机，发出的交流电通过硅整流装置转换为直流电，然后供给四台GE 752AF型直流牵引电动机。牵引电动机采用轴悬式驱动方式，牵引齿轮传动比为4.11（74：18）。机车设有由恒功率励磁控制系统（Constant Horsepower Excitation Control，CHEC）和“警哨”粘着控制系统（Sentry adhesion control system）所组成的模拟电子控制系统。

## 参看
- 通用电气Dash 7系列
- 通用电气通用系列
- U36B型柴油机车
- C36-7型柴油机车
- B39-8型柴油机车